# Фузіонізм
Фузіонізм — метод викладання математики, за якого усі її розділи вивчаються не роздільно, а відразу за тісного зплетення різних розділів між собою. Наприклад, виклад геомітрії відбувається при вивченні планіметрії та стереометрії відразу, одночасно, а не роздільно.

## Історія
У перекладі з латинського фузіонізм (fusio) означає сплав металів, злиття, з’єднання. У педагогічний тезаурус термін «фузіонізм» вперше увійшов у Західній Європі в XVIII ст. як прийом спільного викладання різних навчальних дисциплін, наприклад фізики та математики, хімії та біології. У методиці навчання математики фузіонізмом називають об’єднання алгебраїчного та геометричного матеріалу, арифметики та алгебри, планіметрії та стереометрії
Фузіонізм як метод викладання геометрії вивчали такі вчені як Авіцен, Фелікс Клейн, Бреншнейдер та інші. У ХУІІІ-ХХ ст. у Франції, Італії, Німеччини, Данії з’явилися перші наукові розробки щодо введення елементів фузіонізму під час викладання геометрії.
На методичну необхідність вивчення одночасно плоских та просторових фігур першим указав М. Лобачевський. Його великою заслугою є те, що він у 1823 році розробив і представив єдиний фузіоністскій курс геометрії. Наприклад, у третьому розділі його праці «О перпендикулярах» після ознайомлення зі способом побудови перпендикуляра до площини він наводить спосіб побудови перпендикуляра в просторі до прямої та площини. Досліджуючи праці М. Лобачевського, В. Каган писав: «Фузіонізм Лобачевського пояснюється як його матеріалістичними установками, так і прагненням виокремити усі положення абсолютної геометрії...».
Фузіонізм ще не був популярний в Росії, але вельми цікавив уми багатьох науковців в Західній Європі, де М. Лобачевський знайшов своїх послідовників, наприклад, французького математика Г. Монжа, а той своїх учнів: Бріаншона, Понселе, Шаля, Штаудт та інших. У 1825 р відомий французький математик Ж. Жергонн написав статтю про необхідність спільного викладання планіметрії та стереометрії, в якій вказав на неприродне (з його точки зору) ділення геометрії на плоску та просторову, що погано впливає на розумовий розвиток учнів. 
Французький математик і геометр Ж. Жергонн перший запропонував метод вивчення аналогічних геометричних понять одночасно в площині та в просторі.
Математик С. Богомолов розробив систематичний фузіоністскій курс геометрії, що складається з двох частин: геометрію положення та геометрію вимірювання. У його підручнику майже повністю були відсутні завдання; автор вважав, що для закріплення теоретичного матеріалу можна користуватися існуючими задачниками. Разом з тим, як показує практика, саме завдання та вправи є найбільш слабким місцем багатьох систематичних курсів геометрії, що реалізують ідею фузіонізму. 
Нова хвиля інтересу до фузіоністскому підходу виникла в 90-і рр. минулого століття. Про фузіонізм в навчанні геометрії в школі писав на сторінках журналу «Математика в школі» Е. Левітас. Він вважав, що основна причина того, що фузіонізм не використовується в школі тому, що він «суперечить основним дидактичним принципам: від простого до складного, послідовності, систематичності. Важливою особливістю в застосуванні фузіоністского підходу є те, що введення в геометрію має носити емпіричний характер. Існуючий в даний час чіткий поділ на планиметрию і стереометрію є однією з причин слабкого розвитку в учнів просторової уяви».

## Практика
Практика свідчить, що використання фузіоністського підходу до викладання геометричного матеріалу в межах шкільного курсу математики початкової школи містить досить високий потенціал для формування в учнів пізнавального інтересу та має цілий ряд переваг, зокрема сприяє:
1) усвідомленню учнями того, що планіметрія й стереометрія - це не різні науки, як складається враження у більшості учнів після послідовного вивчення геометричного матеріалу, а одна наука - геометрія і всі властивості та закономірності, які виконуються в планіметрії, стверджуються й в стереометрії.
2) Вивченню геометричного матеріалу у взаємозв’язку елементів площини та простору та дає змогу запобігти труднощам та помилкам учнів під час вивчення геометрії в старших класах. Зазначимо, що однією з причин нездатності учня прочитати креслення, знайти на ньому потрібну інформацію для вирішення завдання або відповісти на поставлене запитання - це несформованість геометричних уявлення щодо форми об’ємної фігури, особливостей розташування її елементів на кресленні.
3) Впровадженню вивчення геометричного матеріалу від загального до часткового. Відповідно того, що пізнання світу здійснюється у взаємозв’язку аналізу та синтезу як методів мислення та з огляду на психологічні особливості учнів початкових класів. Тому вивчати геометричний матеріал необхідно з об’ємних фігур, а плоскі вводити як їх елементи.
Таким чином, спільне вивчення плоских і просторових фігур - ефективний засіб розвитку не тільки просторового, а й логічного та технічного мислення, систематизації знань учнів, їх інтеграції, формування уявлень про способи розвитку пізнавальної діяльності в області математики. Його впровадження в навчальний процес буде ефективним лише тоді, коли воно буде здійснюватися в потрібний час та в потрібному місці з урахуванням вікових особливостей учнів. Своєчасне включення в шкільний курс математики елементів фузіонізму може стати ефективним засобом забезпечення його наступності, розвитку учня як суб’єкта навчально-геометричної діяльності, формування у нього готовності до подальшої безперервної самоосвіти.